# Hans Scherz
Hans Scherz (* 1937 in Murau, Steiermark; † 25. Dezember 2019 in Weiz, Steiermark) war ein österreichischer Autor, Ernährungsberater und Gesundheitstrainer.

## Leben und Wirken
Scherz leitete 20 Jahre die Redaktion des GU Gesundheits- und Naturbuch-Verlages Gräfe und Unzer in München. 1975 entwickelte er gemeinsam mit Hellmut Lützner das Modell „Selbständiges Fasten für Gesunde“. Daraus entstand der Ratgeber „Wie neugeboren durch Fasten“, der zwei Jahre als Begleitbuch zur TV-Serie „Die Fastenwoche“ verkauft wurde. Das Buch hat eine deutschsprachige Gesamtauflage von 2,5 Millionen Exemplaren erreicht, dazu kommen 14 Fremdsprachen-Ausgaben, einschließlich einer chinesischen.
Hans Scherz ist Mitbegründer der Deutsche Fastenakademie (dfa) und der Österreichischen Gesellschaft für Gesundheitsförderung (GGF), außerdem Autor mehrerer Fastenbücher und Experte des Portals Online Fasten. Er lebt in der Oststeiermark, wo er als Fastenleiter und Gesundheitstrainer tätig ist. Hans Scherz fastet selbst regelmäßig zwei Mal im Jahr, weil er das Fasten als Regulativ seines Lebensstils für unentbehrlich hält, und er der Überzeugung ist, dass es Alterungsvorgänge deutlich verlangsame.

## Publikationen
- „Fasten für Österreicher“, Hans Scherz, Waltraud Bittner, Verlag Orac, Wien
- „Natürlich gesund durch Fasten“, Hans Scherz, Kneipp Verlag, Leoben
- „7-Tage-Fastenplaner“, Hans Scherz, Droemer Knaur Verlag, München
- „Bulgarien, Herzland des Balkan“, Hans Scherz, Gerhard Klammet, Umschau-Verlag, Frankfurt
- „Rumänien – Land zwischen Flüssen und Bergen“, Hans Scherz, Gerhard Klammet, Umschau-Verlag, Frankfurt
- „Kanada. Bilder eines großen Landes“, Hans Scherz, Jürgen F. Boden, Umschau-Verlag, Frankfurt
- „Einsichten. Zwiesprache mit der Natur“, Hans Scherz, Jürgen F. Boden, Catherine Young, Henry D. Thoreau, Alouette Verlag, Gronau
- „Wie neugeboren durch Fasten“, Begleitbuch zur TV-Serie „Die Fastenwoche“
- „Ganz einfach Fasten – Neue Lebensenergie für Körper, Geist und Seele“ Verlag Orac, Wien 2011[1]